# Mohammed Iqbal
Sir Mohammed Iqbal (în urdu: محمد اقبال, n. 9 noiembrie 1877 - d. 21 aprilie 1938) a fost un poet, filozof și om politic pakistanez de limbă urdu și persană.
Este considerat poetul și  filozoful național al Pakistanului.
A scris poeme de inspirație patriotică și religioasă, cu implicații filozofice, încercând apropierea dintre spiritualitatea orientală (hindusă și musulmană) și cea occidentală.

## Scrieri
- 1915: Secretele eului ("Asrār-e-ķḥūdī")
- 1917: Secretele dăruirii de sine ("Rumūz-e-beķḥūdī")
- 1932: Cartea veșniciei ("Jāved-nāma")
- 1935: Aripile lui Gabriel ("Bāl-e-Jibr ʼil")
- 1936: Toiagul lui Moise ("Zarb-e-Kālim").

1. ↑  Autoritatea BnF, accesat în 10 octombrie 2015
2. 1 2 3  Czech National Authority Database, accesat în 1 martie 2022
3. ↑  CONOR.SI[*] Verificați valoarea |titlelink= (ajutor)